# Marieta Ilcu
Marieta Ilcu (ur. 16 października 1962 w Darabani) – rumuńska lekkoatletka, specjalizująca się w skoku w dal oraz w biegach sprinterskich, uczestniczka letnich igrzysk olimpijskich w Barcelonie (1992).
We wrześniu 1996 została ukarana czteroletnią dyskwalifikacją przez rumuńską federację lekkoatletyczną za stosowanie dopingu.

## Sukcesy sportowe
- pięciokrotna mistrzyni Rumunii w skoku w dal – 1985, 1990, 1991, 1993, 1994[2]
- trzykrotna mistrzyni Rumunii w biegu na 100 metrów – 1988, 1989, 1990[2]

| Rok  | Miasto    | Zawody                    | Konkurencja | Wynik         |
| ---- | --------- | ------------------------- | ----------- | ------------- |
| 1985 | Paryż     | Światowe igrzyska halowe  | skok w dal  | 8. miejsce    |
| 1985 | Kobe      | Letnia uniwersjada        | skok w dal  | brązowy medal |
| 1986 | Madryt    | Halowe mistrzostwa Europy | skok w dal  | 7. miejsce    |
| 1987 | Zagrzeb   | Letnia uniwersjada        | skok w dal  | złoty medal   |
| 1989 | Budapeszt | Halowe mistrzostwa świata | skok w dal  | srebrny medal |
| 1989 | Duisburg  | Letnia uniwersjada        | skok w dal  | srebrny medal |
| 1990 | Glasgow   | Halowe mistrzostwa Europy | skok w dal  | 5. miejsce    |
| 1990 | Split     | Mistrzostwa Europy        | skok w dal  | srebrny medal |
| 1991 | Sewilla   | Halowe mistrzostwa świata | skok w dal  | brązowy medal |
| 1991 | Tokio     | Mistrzostwa świata        | skok w dal  | 6. miejsce    |
| 1992 | Genua     | Halowe mistrzostwa Europy | skok w dal  | srebrny medal |
| 1993 | Toronto   | Halowe mistrzostwa świata | skok w dal  | złoty medal   |
| 1995 | Barcelona | Halowe mistrzostwa świata | skok w dal  | 8. miejsce    |

## Rekordy życiowe
- skok w dal – 7,08 – Pitești 25/06/1989
- skok w dal (hala) – 6,95 – Bacău 25/02/1989
- bieg na 100 m – 11,36 – Bukareszt 09/07/1988